# عباس بيات
عباس بيات (بالفارسية: عباس بيات )‏ (14 يوليو 1947 في طهران - ) شخصية أعمال، ومدرب كرة قدم من إيران.